# Zagaj (powiat obornicki)
Zagaj – osada w Polsce położona w województwie wielkopolskim, w powiecie obornickim, w gminie Oborniki.